# Crazy World (Boys Like Girls)
Crazy World è il terzo album in studio della band Boys Like Girls, pubblicato dall'etichetta discografica Columbia l'11 dicembre 2012.
Crazy World EP era stato pubblicato il 17 luglio 2012 con le tracce Be Your Everything, Life of the Party e The First Time per contribuire a promuovere l'album.
L'album ha raggiunto come massimo risultato la posizione #134 nella US Billboard 200.

## Tracce
1. The First Time (Martin Johnson)	4:26
2. Life of the Party (Johnson, Luke Laird)	3:57
3. Crazy World (Johnson, Kevin Griffin)	3:56
4. Be Your Everything (Johnson, Rob Hawkins)	3:30
5. Stuck in the Middle (Brandon Bush, Kristian Bush, Johnson, John Webb Jr.)	3:51
6. Cheated (Sam Hollander, Johnson, Dave Katz, Claude Kelly)	3:42
7. Shoot (Johnson, Laird)	4:52
8. Leaving California (Johnson, Chris Tompkins)	4:09
9. Take Me Home (Johnson, Hawkins)	3:46
10. Red Cup, Hands Up, Long Brown Hair (Johnson, Eric Paslay)	2:54
11. Hey You (Johnson, Brad Warren, Brett Warren)	5:58